# Branthoh I.
Branthoh I. OSB († 1. September 991) war Abt von Fulda.
Als Nachfolger des am 30. Oktober 982 in Lucca verstorbenen Werinheri wurde Branthoh I. Ende 982 oder Anfang 983 Abt des Klosters Fulda. Im Gegensatz zu seinem Vorgänger und auch zu seinen Nachfolgern betätigte er sich sehr zurückhaltend überörtlich im Dienst des Ostfrankenreichs. Seine Anwesenheit auf einem Reichstag lässt sich nur einmal im Juli 985 in Frankfurt nachweisen. Dort wurden ihm die von Karl dem Großen gewährten Privilegien für Fulda bestätigt.